# Вилијам Марголд
Вилијам Марголд (енгл. William Margold; Вашингтон, САД, 2. октобра 1943 - Лос Анђелес, 17. јануар 2017) био је амерички порно глумац, режисер и активиста.
Бивши је директор „Коалиције за слободу говора“ а био је и саоснивач F.O.X.E и PAW фондације, добротворне организације за социјалну помоћ порно глумцима. Такође је члан AVN куће славних.